# Тайна синих гор
«Тайна синих гор» — советский художественный фильм, полнометражный дебют в кино Асхаба Абакарова. Премьера фильма состоялась в июне 1982 года.
За исключением нескольких ролей второго плана, в фильме заняты малоизвестные или непрофессиональные актёры, в том числе жители Советского района Дагестанской АССР.

## Сюжет
Действие начинается в дагестанском ауле летом, вскоре после выпускных экзаменов. Мурад, только что окончивший школу, давно влюблён в одноклассницу по имени Майсарат. Ей он тоже нравится, однако родители уже давно сосватали её за сына Усмана — их односельчанина, давно уехавшего из села и живущего в городе. Поскольку девушка окончила школу, Усман предлагает уже подумать о свадьбе.
Мурад растёт без отца, который давно умер, однако много общается с дедушкой. Тот рассказывает, как в своё время по горскому обычаю украл невесту. Ещё дедушка рассказывает Мураду легенду про то, как джигит за синей горой нашёл аул и полюбил живущую там девушку, сосватанную за другого. Однако когда он выкрал её, род жениха вступил в войну с родом джигита, и было пролито много крови.
Однажды Мурад предлагает Майсарат уехать вместе. Он ждёт её на автобусной остановке, но её по пути догоняют и возвращают домой родственники. Мурада просят временно покинуть село. Он идёт через горы, ночует у чабанов, а утром вертолёт доставляет его до Махачкалы (по пути вертолёт пролетает над Чиркейской ГЭС). Там Мурад останавливается у родственников матери. Дочь хозяев Амина пытается познакомить его со своей подружкой Соней. Вскоре Мурад устраивается на стройку, где работает друг Амины Султан.
После отдыха у моря на выходных Мурад с компанией возвращаются в город. Соня просит проводить её. Амина дома видит телеграмму для Мурада и бежит за ним. Умер дедушка, и Мурад возвращается в аул. Обратно в город после похорон он ехать не хочет. Он берёт дедушкино ружьё и идёт в заброшенное село. За ним приходит Майсарат и садится рядом у стены дома.

## В ролях
- Гаирбек Алиев — Мурад
- Наниш Гаджиева — Майсарат
- Магомед Магомедов — Сурхай
- Магомед Полупанов — дед Магомед
- Али-Асхаб Гаджиев — эпизод
- Патимат Хизроева — эпизод
- Валерий Караваев — дядя Мурада
- Инесса Курумова — тётя Мурада
- Константин Бутаев — немой чабан
- Мирза Алиев — эпизод

## Дополнительные факты
- В фильме звучит стихотворение Расула Гамзатова «Вот я вернулся с дороги…».
- В эпизоде, где Мурад отдыхает у моря с друзьями, из машины звучит песня «В последний раз» ВИА «Весёлые ребята».